# Imagologie
Imagologia este o ramură a psihologiei sociale care cercetează sistematic reprezentările pe care popoarele sau clasele sociale le au despre ele însele și despre alte popoare  A fost dezvoltată de cercetătorii francezi, în anii 1950-1960, cunoscând contribuțiile cercetătorilor germani, italieni, americani și români. Imagologia a fost recunoscută ca disciplină socială de sine stătătoare în cadrul Celui de-al XVI Congres Internațional de Științe Istorice de la Stuttgart (1985).
În istoriografia românească imagologia a fost studiată de cercetători precum Nicolae Iorga, Dan Amedeu Lăzărescu, Paul Cernovodeanu, Alexandru Duțu, Simona Vărzaru, Gheorghe David, Dan Horia Mazilu, Dulciu Morărescu și Alex Mihai Stoenescu. Istorici străini, precum Keith Hitchins, Andreas Hillgruber, Catherine Durandin, Harald Heppner, Henri Prost, sau sociologul Claude Karnooh, au adus contribuții importante la dezvoltarea imagologiei românești. Lucrările lor au fost publicate sau traduse în limba română în ultimele două decenii.